# Münzschatz von Asendorf
Koordinaten: 53° 17′ 26,1″ N, 9° 58′ 46,9″ O
Der Münzschatz von Asendorf ist ein Depotfund von etwa 4.500 spätmittelalterlichen Münzen aus dem Hanseraum, der 1962 beim Straßenbau in der Gemeinde Asendorf im niedersächsischen Landkreis Harburg gefunden wurde. Teile des ungewöhnlich umfangreichen Fundes werden in der archäologischen Dauerausstellung des Archäologischen Museums Hamburg in Hamburg-Harburg gezeigt.

## Fund

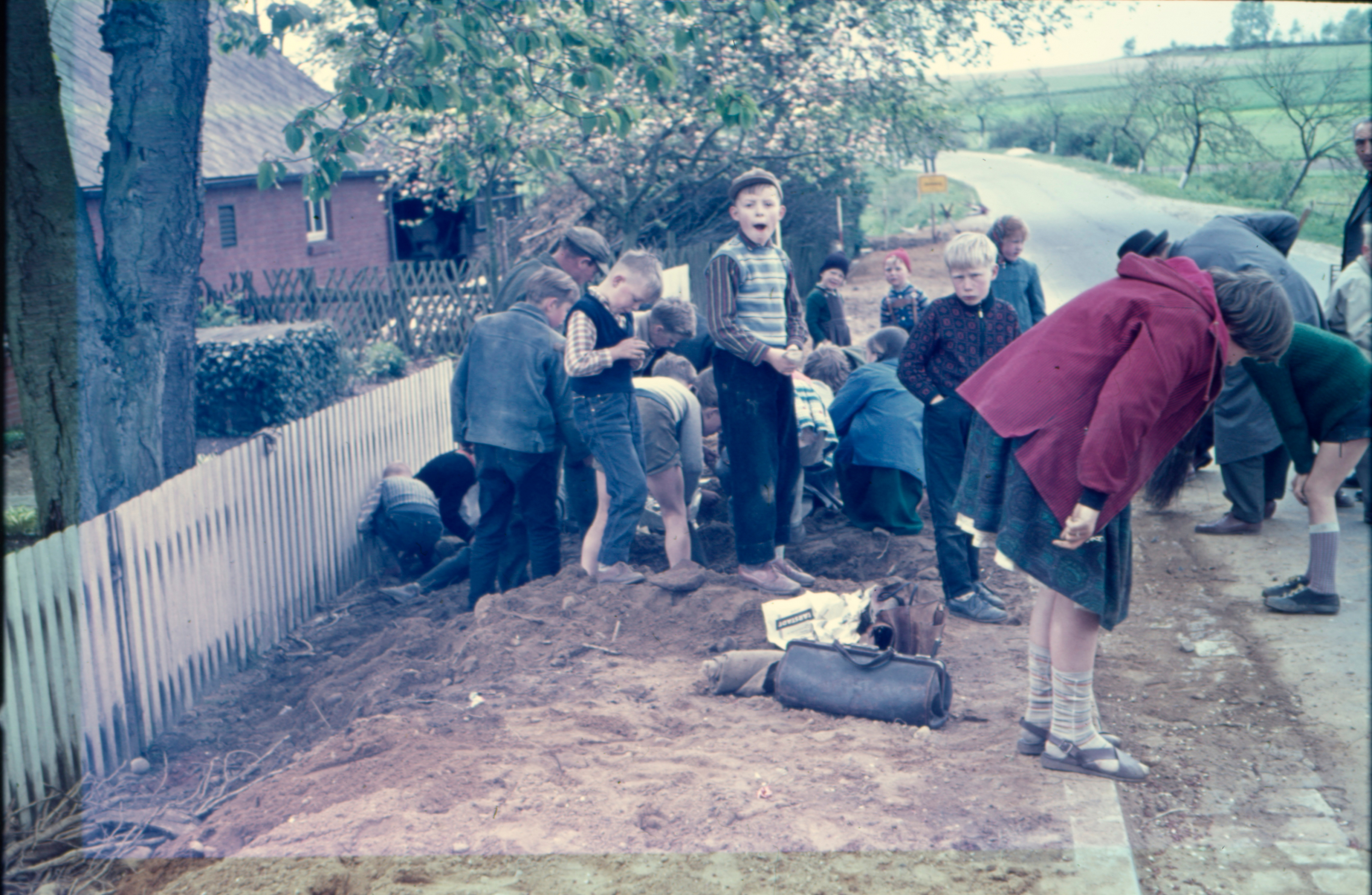
Schulkinder und Anwohner bei der Nachsuche Mai 1962

Der Münzschatz wurde am 22. Mai 1962 gefunden, nachdem auf dem Hof des Landwirtes E. Schröder in Asendorf Nr. 8 Sand für die Begradigung der Ortsdurchfahrt Richtung Jesteburg abgegraben und an der Baustelle abgeladen worden war. Der Schachtmeister Erwin Saeger und  Alfred Wischnewski entdeckten im Sand Scherben und eine größere Anzahl grün patinierter Münzen. Saeger erkannte die Bedeutung ihres Fundes, sammelte Scherben und Münzen ein und übergab sie den Lehrern Hanke und Manglier der örtlichen Schule. Am 23. Mai meldete Hanke den Fund an das Helms-Museum. Bei der Besichtigung der Fundstelle wurden dem Museum drei Gulden und etwa 3.000 Silbermünzen übergeben. Die ursprüngliche Fundstelle war bereits vollständig abgebaggert und ergab keine Hinweise mehr auf den Lagerort. Bei der Nachsuche an der Baustelle wurden weitere, weit verstreut liegende Silbermünzen gefunden. Die Nachsuche wurde durch Schulkinder unterstützt, die auch noch weitere Münzen einlieferten, die sie am Tag zuvor gefunden hatten. Diese Nachsuche erbrachte 1.347 Münzen, darunter eine weitere Goldmünze. Beim Durchsieben des Sandes der Baustelle am 24. Mai wurden 243 weitere Münzen geborgen. Das Museum erwarb den Fund von Landwirt Schröder, und die Finder erhielten den gesetzlichen Finderlohn.

## Befunde
Der Münzschatz von Asendorf war in einem Krug aus Langerweher Steinzeug verpackt, der mit einem geschliffenen Lesestein verschlossen war und anschließend vergraben wurde. Der Krug war durch die Baggerschaufel in zahlreiche Scherben zerbrochen, konnte aber aus den aufgesammelten Bruchstücken nahezu vollständig rekonstruiert werden. Es handelt sich um ein bauchiges, 29 cm hohes Gefäß mit einem geschwungenen Profil und einem durch Fingereindrücke wellig abgesetzten Fuß. Am Rand sind zwei Henkel angesetzt, die an der Schulter auslaufen. Der scheibengedrehte Gefäßkörper besteht aus gelbbraun glasiertem Ton und trägt auf der Außenseite flache Gurtfurchen. Die Gefäßschulter ist mit zwei umlaufenden Reihen von flachen, dreieckigen Stempeleindrücken verziert. Der Lesestein war so sorgfältig eingeschliffen, dass er genau in die nicht ganz runde Gefäßöffnung passte.
Der Krug beinhaltete insgesamt etwa 4.500 Münzen, darunter vier gleiche Gulden aus Lübeck. Den mengenmäßig größten Anteil der Münzen machten Witten aus, etwa ein Fünftel waren Hohlpfennige, daneben einige Sechslinge und Dreilinge. Der Prägeorte verteilen sich auf Greifswald, Hamburg, Lübeck, Lüneburg, Rostock und Wismar, weitere Einzelmünzen wurden in Hannover, Oldesloe, Stralsund, in Friesland und Schleswig-Holstein geprägt.

## Deutung
Aufgrund der Münzdaten wird eine Vergrabung des Asendorfer Münzschatzes um das Jahr 1400 angenommen. Die Prägeorte der weitaus meisten Münzen liegen, ähnlich wie bei dem Münzschatz von Luhdorf, im geographischen Schwerpunkt des späteren Wendischen Münzvereins. Ebenso wie bei dem Luhdorfer Münzhort können über die Gründe der Vergrabung dieses Münzschatzes nur Vermutungen angestellt werden. Sicher scheint, dass er vor den unruhigen Zeiten des Lüneburger Erbfolgekrieges in Sicherheit gebracht wurde.